# Szenczy Imre
Szenczy Imre, Szenczi (Szombathely, 1798. július 8. – Csorna, 1860. március 2.) tanár, klasszika-filológus, műfordító; a Kisfaludy Társaság tagja (1847), a Magyar Tudományos Akadémia levelező tagja (1838).

## Életpályája
Szombathelyi gimnáziumi évei után 1814-ben felvették a premontrei rendbe. A bölcseletet Csornán végezte, utána a pesti központi papnevelőbe küldték, állandó betegeskedése miatt azonban a teológiai tanulmányokat is Csornán fejezte. 1820-ban súlyos betegség támadta meg, de felépült belőle. 1821-ben Keszthelyen a latin iskola tanára, 1823-ban Csornán a rendház gazdasági felügyelője, 1825-ben ismét a keszthelyi iskola tanára lett. 1829-ben Szombathelyre került retorikát tanítani és ott szülei és testvérei társaságában tizenkét évet töltött. A Magyar Tudományos Akadémia 1838. szeptember 7-én levelező taggá választotta. 1840-ben a Szaniszló Ferenc által megindított Religio és Nevelés és Fasciculi ecclesiastico-litterarii című folyóiratok segédszerkesztője lett Pesten. 1842-től 1845-ig a keszthelyi gimnázium igazgatója, majd Csornán prépostsági titkár volt. 1858-ban a rend csornai prépostjává választották.

## Emlékezete
Szombathelyen utca őrzi a nevét.

## Cikkei
Cikkei a Tudomány Tárban (1836-39.), az Athenaeumban és Figyelmezőben (1837-39. ford. és bírálatok); a szombathelyi főgimnázium Értesítőjében (1852. A római és görög classikusok tanulásáról); az Új Magyar Múzeumban (1851-52: I. Töredék Tacitus Évkönyveiből, 1853. I. Néhány fejezet Quintiliánból, 1856. I. Az Aetna növényföldrajzi tekintetben, Philippi után, Költész); a Magyar orvosok és természetvizsgálók munkálataiban (1863. Növényvándorlásról).

## Fordításai
- C. Julius Caesar munkái (I–II., Buda, 1839–1840; Római Classikusok magyar fordításban. Kiadja a Magyar Tudós Társaság III.,
  - I. k. A gallus háborúról nyolc könyv
  - II. A polgári, alexandriai, afrikai és hispániai háborúról IV.
- Tacitus Agricolája (Buda, 1847);  beköszöntő előadás a Kisfaludy Társaságnál június 26-án
- Marcus Fabius Quintilianus utasítása az ékesszólásról (Eger, 1856; Széptani Remekírók, kiadja a Kisfaludy Társaság III.)
- A szentek tudománya, vagy útmutatás a tökéletes életre. Magyarította Neumayr (Franz Neumayr, 1697–1765) után (Szombathely, 1857)
- A keresztény tudománynak rövid foglalatja, oktatások- és imádságokban. Neumayr után magyarította (Szombathely, 1857)
- Szalézi Szent Ferenc, Philothea, vagy útmutatás az istenes életre. Francia újabb kiadás után magyarosította (Szombathely, 1858).